# 扎貝里茲基
49°33′23″N 25°7′46″E / 49.55639°N 25.12944°E
扎貝里茲基（羅馬化：Zaberizky）是烏克蘭的村落，位於該國西部捷爾諾波爾州，由捷尔诺波尔区負責管轄，始建於1452年，面積0.09平方公里，2001年人口112，人口密度每平方公里1,230.8人。